# Гомойотермия
Гомойотерми́я (от др.-греч. ὅμοιος — сходный, одинаковый и θέρμη — тепло; также эндотермность, теплокровность) — способность живого организма сохранять постоянную температуру тела, независимо от температуры окружающей среды.

## Гомойотермия у живых существ
Среди ныне существующих живых существ гомойотермными являются млекопитающие (исключение составляют только голые землекопы), возможно, некоторые нептичьи тероподы и произошедшие от них птицы. Кроме того, 15 мая 2015 года было сделано открытие первой полностью теплокровной рыбы, которую обнаружили ученые из Национального управления океанических и атмосферных исследований США. Дискуссионным также является вопрос о том, относились ли к теплокровным животным птерозавры и динозавры, хотя в последнее время исследователи всё больше склоняются к теплокровности, и споры идут уже о том, какие из видов являлись теплокровными, а какие — нет. Также нет окончательной ясности касательно того, каким именно видом эндотермии обладали динозавры, но имеющиеся данные позволяют сделать вывод, что у крупных динозавров была как минимум инерциальная гомойотермия.

Ныне большинство исследователей полагает, что по своему метаболическому режиму динозавры занимали не просто промежуточное положение между «теплокровными» и «холоднокровными» животными, но принципиально отличались от обоих. Наблюдения над крупными современными рептилиями показали, что если животное имеет приведённый размер тела более 1 м (а именно таковы были почти все динозавры), то в условиях ровного и тёплого (субтропического) климата с малыми суточными колебаниями температуры оно вполне способно поддерживать постоянную температуру тела выше 30 °C: теплоёмкость воды (из которой на 85 % состоит тело) достаточно велика, чтобы оно просто не успевало охладиться за ночь. Главное — эта высокая температура тела обеспечивается исключительно за счёт поступления тепла извне, безо всякого участия собственного метаболизма (на что млекопитающим приходится тратить 90 % потребляемой ими пищи). Итак, животное с размерами, свойственными большинству динозавров, может достигать той же степени температурного контроля, что и млекопитающие, сохраняя при этом типично рептилийный уровень метаболизма; это явление Дж. Хоттон (1980) назвал инерциальной гомойотермией. Судя по всему, именно инерциальная гомойотермия (вкупе с бипедальностью) и сделала динозавров царями мезозойской природы.— Кирилл Еськов, История Земли и жизни на ней: От хаоса до человека. (Глава 11)
В новом исследовании канадские и бразильские учёные, возможно, нашли ключ к разгадке этой эволюционной тайны. Группа под руководством Гленна Теттерселла (Glenn Tattersall) из Университета Брока обнаружила, что аргентинский чёрно-белый тегу (Salvator merianae) обладает сезонной теплокровностью. Эта ящерица длиной до 150 сантиметров обитает на большей части Южной Америки и хорошо известна биологам. Большую часть года, как и многие другие рептилии, тегу днём греются на солнце, а ночью прячутся в норах и остывают. Однако учёные с помощью датчиков и тепловых камер выяснили, что в сезон размножения, с сентября по декабрь, в утренние часы частота дыхания и ритм сердечных сокращений животного увеличиваются, и их температура вырастает, становясь выше температуры в норе на целых десять градусов по Цельсию. Учёные считают, что южноамериканские ящерицы представляют собой промежуточное звено между холоднокровными и теплокровными животными. Повышение температуры тела в период размножения увеличивает их активность при поиске партнёра, ускоряет развитие яиц и позволяет внимательнее заботиться о потомстве. Кроме того, например, кожистая черепаха, за счет работы мышц, изолирующей жировой прослойки и крупных размеров поддерживает температуру тела выше, чем температура окружающей воды. Крупные вараны во время охоты или активного передвижения тоже разогреваются. Большие змеи, такие как питоны и удавы умеют повышать температуру тела, свернувшись в кольцо и сокращая мышцы, это используется для согрева и высиживания отложенных яиц.

## Виды гомойотермии
Различают истинную и инерциальную гомойотермию.
- Истинная гомойотермия имеет место, когда живое существо обладает достаточным уровнем метаболизма, чтобы поддерживать температуру тела на постоянном уровне за счёт самостоятельного производства энергии из потребляемой пищи. Современные птицы и млекопитающие относятся к истинно гомойотермным существам. Помимо достаточных энергетических возможностей они имеют также различные механизмы, предназначенные для удержания тепла (перья, шерсть, подкожный слой жировой ткани) и для защиты от перегрева при высокой температуре окружающей среды (потоотделение). Недостаток у этого механизма в том, что для поддержания температуры тела необходимо много энергии, а соответственно и потребность в пище выше, чем в любом другом случае.
- Инерциальная гомойотермия — это поддержание постоянной температуры тела за счёт крупных размеров и большой массы тела, а также специфического поведения (например, греться на солнце, охлаждаться в воде). Эффективность механизма инерциальной эндотермии зависит в первую очередь от соотношения теплоёмкости (упрощённо — массы) и среднего теплового потока через поверхность тела (упрощённо — площади тела), поэтому этот механизм может явно наблюдаться только у крупных видов. Инерциально-гомойотермное существо в периоды повышения температуры медленно нагревается, а в периоды похолодания — медленно остывает, то есть за счёт большой теплоёмкости колебания температуры организма сглаживаются. Недостатком инерциальной гомойотермии является то, что она возможна только при определённом типе климата — когда средняя температура окружающей среды соответствует желаемой температуре тела и нет длительных периодов сильных похолоданий или потеплений. Из достоинств следует выделить небольшую потребность в пище при достаточно высоком уровне активности. Характерный пример инерциальной гомойотермии представляет собой крокодил. Кожа крокодила покрыта прямоугольными роговыми щитками, которые на спине и животе располагаются правильными рядами, под ними в спинной и реже в брюшной части развиваются остеодермы, образующие панцирь. Остеодермы в дневное время аккумулируют тепло, поступающее вместе с солнечным светом. Благодаря этому температура тела крупного крокодила в течение суток может колебаться в пределах всего одного-двух градусов.[6] Наряду с крокодилами, состояние, близкое к инерциальной гомойотермии, может наблюдаться у крупнейших сухопутных и морских черепах, а также комодских варанов, крупных питонов и удавов.